# فيروسات عشية
الفيروسات العشية (بالإنجليزية: Nidovirales)‏هي رتبة لفيروسات ذات عوائل حيوانية وبشرية (مثال: فيروس كورونا المرتبط بمتلازمة الشرق الأوسط التنفسية (ميرس كوف) أو فيروس كورونا المرتبط بالمتلازمة  التنفسية الحادة الوخيمة (سارس كوف). وتشمل فصائل الفيروسات التاجية (Coronaviridae)، والفيروسات الشريانية (Arteriviridae)، والفيروسات الرونية (Roniviridae)، والفيروسات العشية المتوسطة (Mesoniviridae).
سُميت رتبة الفيروسات العُشّية بناء على كلمة  نيدوس (nidus) اللاتينية التي تعني العُش، إذ تنتج جميع فيروسات هذه الرتبة مجموعة متداخلة من الحمض الريبوزي الرسول مشتركة في النهاية الطرفية 3’ في أثناء العدوى.

## علم الفيروسات
تتكون هذه المجموعة من فيروسات لديها مجموع مورثي من آر إن إيه مفرد السلسلة موجب الاتجاه. وباعتبار مجموعها الموروثي موجب الاتجاه، تستطيع الفيروسات استخدام بعض بروتينات الخلية المضيفة أثناء التضاعف والتعبير الجيني الذي يحدث في سيتوبلازم الخلية المضيفة.
تعبر هذه المجموعة من الفيروسات عن البروتينات البنيوية بشكل منفصل عن البروتينات غير البنيوية. فترمّز البروتينات البنيوية في منطقة 3 'من المجموع الموروثي ويُعبَّر عنها من خلال مجموعة من الحمض النووي الريبوزي الرسول تحت الجينومي. تشفِّر هذه الفيروسات ببتيداز أساسي واحد بين إنزيمَيّ الببتيداز الثانويين واحد وثلاثة اللذين يشاركان بشكل رئيس في التعبير عن جين بوليميراز الآر إن إيه المعتمدة على الآر إن إيه. هذه المجموعة من الببتيداز مسؤولة أيضًا عن تنشيط أو تعطيل بروتينات معينة في الوقت الصحيح في دورة حياة الفيروس، ما يضمن حدوث التضاعف في الوقت المناسب.
عُرف عدد كبير من البروتينات في المجموع الموروثي للفيروسات العُشّية، لكن وظيفتها لم تُحدد بعد. تشتمل الإنزيمات الأخرى التي قد تكون موجودة في المجموع الموروثي على إنزيمات الببتيداز المشابهة للباباين، وأنشطة إنزيمات الفسفاتاز في ربط أدينوزين ثنائي الفوسفات الريبوزي/ (أدينوزين ثنائي الفوسفات الريبوزي) المتعدد و/ أو أدينوزين ثنائي الفوسفات الريبوزي أحادي الفوسفات1''، وإنزيم فسفودايستراز النوكليوتيد الحلقي.
يحتوي معظم (لا كل) الحمض الريبوزي الرسول تحت الجيني الخاص بالفيروسات العشّية على تسلسل المنطقة 5′ غير المترجم المشتق من الطرف 5′ من الحمض النووي الريبوزي الجينومي.
يحدث انزياح الإطار الذي يولد انزياح الإطار ORF1b عند التسلسل المزلق سباعي النوكليوتيد (يوراسيل يوراسيل  يوراسيل أدينين أدينين أدينين سيستئين) UUUAAAC الواقع عكس اتجاه كودون توقف ORF1a وبنية العقدة الكاذبة المفترضة للحمض النووي الريبوزي.
لدى فيروس التهاب الكبد في الفئران (إم إتش في) أكبر مجموع موروثي من الحمض النووي الريبوزي غير المقسم إلى مقاطع، ويبلغ طوله 31.5 ألف زوج من القواعد، ويعَد هذا الفيروس من رتبة الفيروسات العُشّية.

## التصنيف
يمكن تمييز رتبة الفيروسات هذه عن فيروسات الحمض النووي الريبوزي الأخرى بمجموعة من سبعة نطاقات محفوظة ــــ(5' تي إم 2)- (3 سي إل برو)-(تي إم 3)- (إتش إي إل 1)- (زد إم)- (إتش إي إل 1)- (نيندو يو-3')— مع ترميز الثلاثة الأولى في (أو آر إف 1 إيه) والأربعة الباقين في (أو آر إف 1 بي). (تي إم 2) و(تي إم 3) هما نطاقان عبر الغشاء، (آر دي آر بّي) هو بوليميراز الحمض النووي الريبوزي، (زد إم) هو نطاق ربط ذا زنك عنقودي منصهر بالهيليكاز (إتش إي إل 1)، (3 سي إل برو) عبارة عن ببتيداز يشبه السيستئين 3، و(نيندو يو-3') هو نوكلياز داخلي خاص باليورديلات. يحتوي (3 سي إل برو) على حفّاز ثنائي الهيستين-السيستئين، وهو أيضًا البروتين الرئيس لفيروس كورونا المرتبط بالمتلازمة  التنفسية الحادة الوخيمة.
يمكن تقسيم الفيروسات العُشّية  إلى فرعين حسب حجم المجموع الموروثي: تلك التي لديها مجموعات موروثة كبيرة (26.3-31.7 ألف زوج من القواعد) وتضمنت الفيروسات التاجية والفيروسات الرونية (الفيروسات العُشّية الكبيرة)، وتلك التي لديها مجموعات موروثة صغيرة (الفيروسات العُشّية الصغيرة) وتضمنت الفيروسات الشريانية ذات الصلة البعيدة (12.7-15.7 ألف زوج من القواعد). ترمّز الفيروسات العُشّية الكبيرة كلًّا من إنزيميّ '2 -أكسي- ناقل الميثي وإكسوريبونوكلياز (إكسو إن). هذا الأخير غير معتاد أبدًا في فيروس حمض نووي ريبوزي. ترمِّز الفيروسات العُشيّة الهيليكاز من الفصيلة 1، والنوكلياز الداخلي الخاص باليوريديلات (وهو إنزيم تنفرد به الفيروسات العُشّية)، والعديد من إنزيمات البروتياز.